# Віллістон (Вермонт)
Віллістон (англ. Williston) — місто (англ. town) в США, в окрузі Читтенден штату Вермонт. Населення — 10 103 особи (2020).

## Демографія
Згідно з переписом 2010 року, у місті мешкало 8698 осіб у 3514 домогосподарствах у складі 2425 родин. Було 3652 помешкання
Расовий склад населення:
| - 95,6 % — білих - 2,0 % — азіатів - 1,0 % — чорних або афроамериканців - 0,2 % — корінних американців |

До двох чи більше рас належало 1,1 %. Частка іспаномовних становила 1,5 % від усіх жителів.
За віковим діапазоном населення розподілялося таким чином: 24,5 % — особи молодші 18 років, 59,8 % — особи у віці 18—64 років, 15,7 % — особи у віці 65 років та старші. Медіана віку мешканця становила 44,1 року. На 100 осіб жіночої статі у місті припадало 91,8 чоловіків;  на 100 жінок у віці від 18 років та старших — 85,8 чоловіків також старших 18 років.
Середній дохід на одне домашнє господарство  становив 100 427 доларів США (медіана — 81 540), а середній дохід на одну сім'ю — 112 136 доларів (медіана — 96 592). Медіана доходів становила 66 688 доларів для чоловіків та 57 344 долари для жінок. За межею бідності перебувало 6,7 % осіб, у тому числі 7,9 % дітей у віці до 18 років та 8,8 % осіб у віці 65 років та старших.
Цивільне працевлаштоване населення становило 4870 осіб. Основні галузі зайнятості: освіта, охорона здоров'я та соціальна допомога — 28,0 %, науковці, спеціалісти, менеджери — 13,0 %, виробництво — 11,4 %.